# Where There's a Will There's a Way (film 1909)
Where There's a Will There's a Way è un cortometraggio muto del 1909. Il nome del regista non viene riportato nei credit del film.

## Trama
Trama di Moving Picture World synopsis in (EN)  su IMDb

## Produzione
Il film fu prodotto dalla Vitagraph Company of America.

## Distribuzione
Distribuito dalla Vitagraph Company of America, il film - un cortometraggio di 287 metri - uscì nelle sale cinematografiche statunitensi l'8 maggio 1909.